# Campeonato Mundial de Triatlón de 2015
El XXVII Campeonato Mundial de Triatlón es una serie de diez competiciones donde la Gran Final se celebró en Chicago (Estados Unidos) del 15 al 20 de septiembre de 2015. Fue realizado bajo la organización de la Unión Internacional de Triatlón (ITU).

## Etapas
| Fecha                 | Lugar                              | Tipo       |
| --------------------- | ---------------------------------- | ---------- |
| 6 – 7 de marzo        | Abu Dabi ( Emiratos Árabes Unidos) | Sprint     |
| 28 – 29 de marzo      | Auckland ( Nueva Zelanda)          | Estándar   |
| 11 – 12 de abril      | Gold Coast ( Australia)            | Estándar   |
| 25 – 26 de abril      | Ciudad del Cabo ( Sudáfrica)       | Estándar   |
| 16 – 17 de mayo       | Yokohama ( Japón)                  | Estándar   |
| 30 – 31 de mayo       | Londres ( Reino Unido)             | Sprint     |
| 18 – 19 de julio      | Hamburgo ( Alemania)               | Sprint     |
| 22 – 23 de agosto     | Estocolmo ( Suecia)                | Estándar   |
| 5 – 6 de septiembre   | Edmonton ( Canadá)                 | Sprint     |
| 15 – 20 de septiembre | Chicago ( Estados Unidos)          | Gran Final |

## Resultados

### Medallistas
| Evento    | Oro                                     | Plata                                 | Bronce                              |
| --------- | --------------------------------------- | ------------------------------------- | ----------------------------------- |
| Masculino | Javier Gómez Noya · España · 4930 pts.  | Mario Mola · España · 4795 pts.       | Vincent Luis Francia 4422 pts.      |
| Femenino  | Gwen Jorgensen Estados Unidos 5200 pts. | Andrea Hewitt Nueva Zelanda 4081 pts. | Sarah True Estados Unidos 4074 pts. |

### Masculino
| Evento          | Oro                           | Plata                         | Bronce                     |
| --------------- | ----------------------------- | ----------------------------- | -------------------------- |
| Abu Dabi        | Mario Mola · España           | Vincent Luis Francia          | Richard Murray Sudáfrica   |
| Auckland        | Jonathan Brownlee Reino Unido | Javier Gómez Noya · España    | Pierre Le Corre Francia    |
| Gold Coast      | Jonathan Brownlee Reino Unido | Mario Mola · España           | Javier Gómez Noya · España |
| Ciudad del Cabo | Alistair Brownlee Reino Unido | Javier Gómez Noya · España    | Vincent Luis Francia       |
| Yokohama        | Javier Gómez Noya · España    | Alistair Brownlee Reino Unido | Mario Mola · España        |
| Londres         | Alistair Brownlee Reino Unido | Fernando Alarza · España      | Vincent Luis Francia       |
| Hamburgo        | Vincent Luis Francia          | Javier Gómez Noya · España    | Mario Mola · España        |
| Estocolmo       | Javier Gómez Noya · España    | João Pereira Portugal         | Aaron Royle Australia      |
| Edmonton        | Richard Murray Sudáfrica      | Javier Gómez Noya · España    | Mario Mola · España        |
| Chicago         | Mario Mola · España           | Javier Gómez Noya · España    | Richard Murray Sudáfrica   |

### Femenino
| Evento          | Oro                           | Plata                        | Bronce                       |
| --------------- | ----------------------------- | ---------------------------- | ---------------------------- |
| Abu Dabi        | Gwen Jorgensen Estados Unidos | Katie Zaferes Estados Unidos | Flora Duffy Bermudas         |
| Auckland        | Gwen Jorgensen Estados Unidos | Katie Zaferes Estados Unidos | Andrea Hewitt Nueva Zelanda  |
| Gold Coast      | Gwen Jorgensen Estados Unidos | Sarah True Estados Unidos    | Katie Zaferes Estados Unidos |
| Ciudad del Cabo | Victoria Holland Reino Unido  | Katie Zaferes Estados Unidos | Nicola Spirig · Suiza        |
| Yokohama        | Gwen Jorgensen Estados Unidos | Ashleigh Gentle Australia    | Emma Moffatt Australia       |
| Londres         | Gwen Jorgensen Estados Unidos | Katie Zaferes Estados Unidos | Sarah True Estados Unidos    |
| Hamburgo        | Gwen Jorgensen Estados Unidos | Victoria Holland Reino Unido | Non Stanford Reino Unido     |
| Estocolmo       | Sarah True Estados Unidos     | Katie Zaferes Estados Unidos | Andrea Hewitt Nueva Zelanda  |
| Edmonton        | Victoria Holland Reino Unido  | Flora Duffy Bermudas         | Gillian Backhouse Australia  |
| Chicago         | Gwen Jorgensen Estados Unidos | Non Stanford Reino Unido     | Victoria Holland Reino Unido |

## Medallero
| Núm. | País           | Oro | Plata | Bronce | Total |
| ---- | -------------- | --- | ----- | ------ | ----- |
| 1    | España         | 1   | 1     | 0      | 2     |
| 2    | Estados Unidos | 1   | 0     | 1      | 2     |
| 3    | Nueva Zelanda  | 0   | 1     | 0      | 1     |
| 4    | Francia        | 0   | 0     | 1      | 1     |
|      | TOTAL          | 2   | 2     | 2      | 6     |